# Medo e Ousadia: O Cotidiano do Professor
Medo e Ousadia é um livro desenvolvido a partir do diálogo entre Paulo Freire e o norte-americano Ira Shor. Neste livro em estilo de conversa, os autores debatem sobre diversos temas, desde a prática docente até a educação libertadora e seus caminhos.

## Pedagogia libertadora
Na abertura do livro os autores apresentam suas caminhadas na busca pela “Pedagogia libertadora”, o que para ambos foi um processo gradual que exigiu mudanças tanto no fazer, quanto no entendimento do que é propriamente a educação, e que acima de tudo exigiu
paciência. Os professores destacam que a pedagogia libertadora está ligada diretamente à criatividade, e que sem ela não é possível aprender e desenvolver o senso crítico pleno. Ambos trazem em sua trajetória exemplos concretos de que a pedagogia libertadora
se faz através da conscientização, não só dos estudantes mas, também, dos professores e da troca professor - aluno, sabendo que a partir desse conceito o professor caminha junto com o aluno, exercendo o papel de mediador das experiências. Os autores argumentam que, para ser um professor libertador é preciso estabelecer uma relação de humildade e respeito com os alunos, principalmente com seus saberes e tudo que eles trazem em sua história,  entendendo que eles podem nos ensinar, mas para isso devemos estar abertos e dispostos a sermos alunos também, porque, segundo Paulo Freire, a maneira de ensinar do dominado é diferente da maneira de ensinar do dominador. Além disso, os autores relatam suas trajetórias profissionais, demonstrando os desafios e acontecimentos que marcaram suas vidas. Nesse viés, relatando o quanto as experiências práticas de vida influenciaram na sua didática, mediantes as políticas da época e o quanto o externo influenciou o ensino na sala de aula de Ira e Freire. 

## Temores e os riscos da transformação
Neste capítulo, a discussão se encaminha para outra premissa, o medo. Inicialmente, os autores perpassam a temática sobre o medo ser intrínseco à combatividade  ao sistema e a construção de uma educação libertadora. Entende-se o professor em seu caráter humano, ou seja, suscetível a preocupações e inseguranças quanto aos aspectos da vida e, a partir disso, o medo se constrói pela passividade de acontecimentos como a perda de um emprego, instabilidade, repressão ou julgamento. Paulo Freire alega em defesa ao acolhimento e entendimento desse sentimento ao contrário de reprimi-lo e isto está ligado à luta e perseguição aos sonhos. Entretanto, é necessário que exista controle quanto aos limites desse medo que não pode ser paralisante e ,sim,  um impulsionador para a realização dos objetivos. Portanto, Paulo Freire retoma que a educação deve ser libertadora tanto para os alunos quanto para os professores, em uma relação horizontal entre discente e docente.

## Estrutura e rigor na educação libertadora

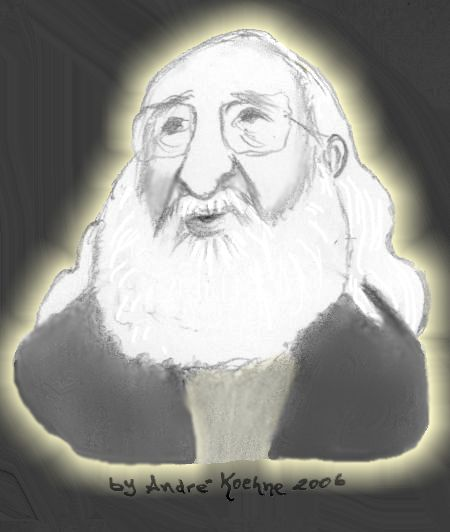
Caricatura do educador brasileiro Paulo Freire

O capítulo tem como temática um frequente questionamento relacionado aos professores: Existe estrutura em uma sala de aula dialógica e transformadora? Os dois educadores exploram criticamente a natureza da educação tradicional e como ela se enraíza na autoridade, rigidez e centralização do currículo. Paulo Freire destaca que a educação tradicional é caracterizada por um currículo padrão que é desenvolvido por órgãos centrais e imposto aos professores e alunos, negando assim o exercício da criatividade entre professores e estudantes, evidenciando a falta de confiança das autoridades sobre eles. Ira Shor complementa essa visão, observando como os professores e estudantes são socializados ao longo dos anos para se submeterem a uma forma mecânica de educação, com currículos mecânicos feitos “a prova de professores “ por administradores e contadores. No entanto, o rigor discutido na educação libertadora traz uma perspectiva diferente. O rigor na educação dialógica, visto com uma imagem de licenciosidade por diversos profissionais, na realidade não é uma abordagem permissiva, mas, sim, um processo desafiador que exige empenho, criatividade e compromisso por parte de professores e estudantes.
Ainda no capítulo três, Paulo Freire, afirma que existe sim uma autoridade na figura do professor, pois, para ele, os alunos realmente são diferentes do professor, tendo em vista que o próprio possui mais experiência, tem uma análise crítica mais desenvolvida e também por já ter se dedicado a estudar sobre o assunto. No entanto, o problema não é a existência dessa autoridade, mas, quando a mesma se transforma em autoritarismo, transformando os discentes em antagonistas, ou seja, adversários. Além disso, Freire e Ira, criticam o fato do docente tradicional colocar a sua autoridade como algo imutável, de forma que tudo precise acontecer da maneira que ele próprio programou e decidiu, do início ao fim, excluindo a participação dos estudantes, fazendo um planejamento totalmente autoritário e "individual". 

## O que é método dialógico de ensino? O que é uma pedagogia situadae empowerment?

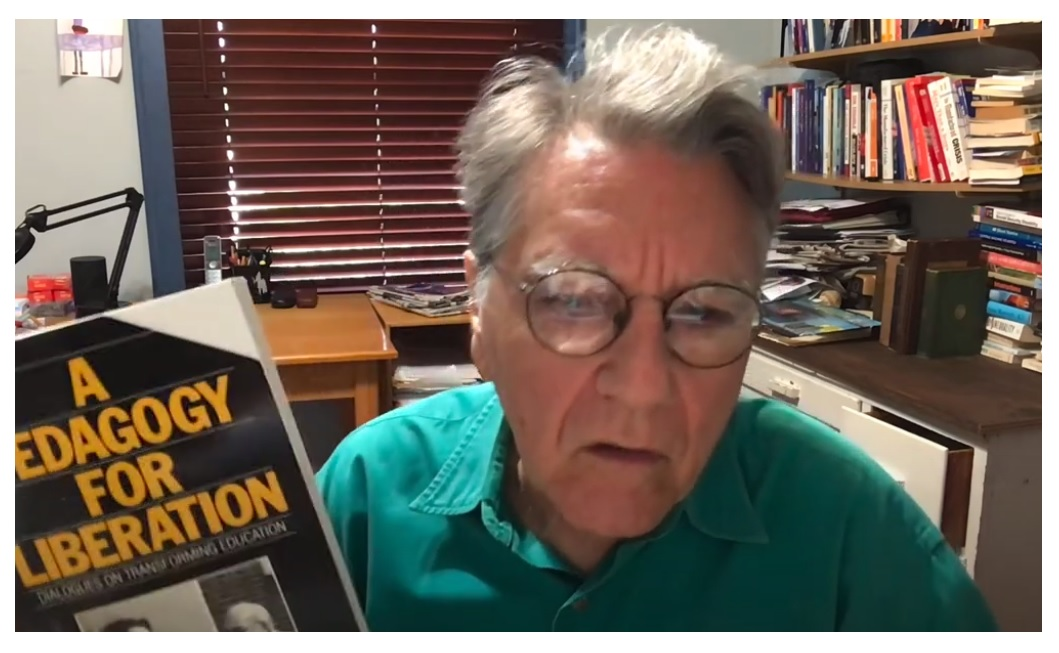
Ira Shor falando sobre sua colaboração com o educador brasileiro Paulo Freire (2021)

Os docentes expõem que a ‘’Pedagogia Situada’’, é um conceito de valorização aos diversos meios de aprendizagem. É a percepção de que a educação tem ligação direta com o contexto social, cultural e histórico em que a pessoa se encontra. Na pedagogia situada é fundamental um currículo situado dentro do pensamento e da linguagem do aluno. As tensões transformadoras e a educação libertadora surgem se o estudo estiver situado dentro das subjetividades dos alunos, de modo que consigam se distanciar dessa mesma subjetividade a fim de uma reflexão avançada; e a situação de desenvolvimento da classe (níveis cognitivos e políticos). O que ocorre, também nas Universidades, onde são trabalhados muitos conceitos que não dialogam com o concreto, nos distanciando assim, da massa das pessoas. Para eles, a Pedagogia Situada é um movimento que precisa da participação direta dos estudantes, conectando suas experiências ao ensino, transformando esse processo em algo mútuo. Os autores ainda trabalham sobre a importância de uma abordagem positiva entre professor-aluno e sobre a necessidade de encorajá-los a se tornarem os seus principais meios de transformação social. 
Além disso, para os autores Empowerment é uma busca tanto individual quanto coletiva ao conhecimento que promove o empoderamento da pessoa em relação aos seus pensamentos críticos e participação em discussões sociais. O Empowerment é absolutamente necessário para o processo de formação social, é um processo político das classes dominadas que buscam a própria liberdade da dominação sendo um longo processo histórico de que a educação é uma frente de luta. Para isso, também é necessário que o aluno tenha rigor, ou seja, tenha um compromisso com a busca de seu conhecimento baseado em uma reflexão crítica interna valorizando a participação e procura dos alunos em sua construção de aprendizado e experiências.

## Existe uma “cultura do silêncio” nos EUA? Os alunos norte-americanos, vivendo numa democracia abastada, precisam de “libertação”?

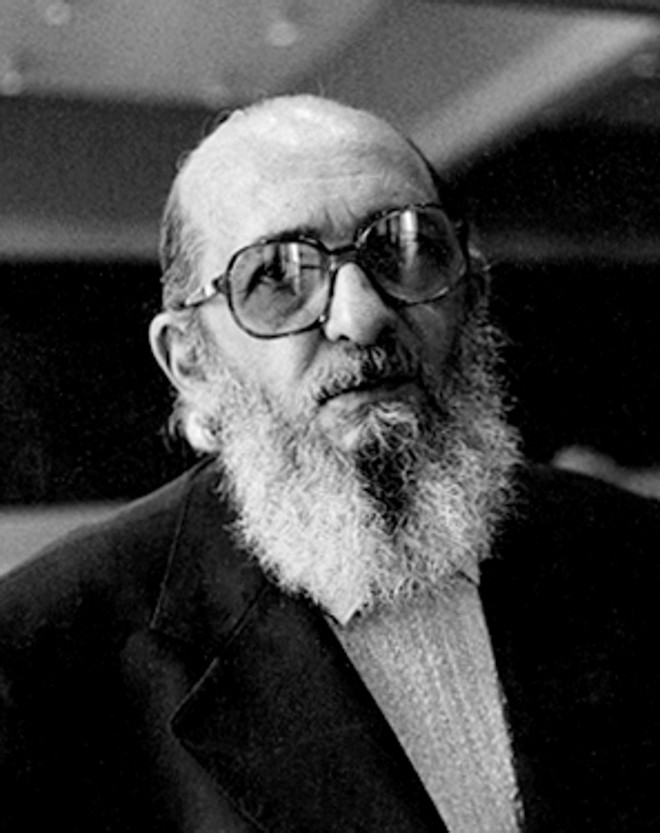
Paulo Freire em 1977

O professor  norte-americano Ira Shor questiona a Paulo Freire  sobre como é possível situar um programa libertador nos EUA, uma cultura tão diferente do Brasil, e se essas diferenças invalidariam a aplicação do método nas salas de aula norte-americanas. Ao entenderem a Educação libertadora como fator importante para a construção de relações democráticas, os professores norte-americanos questionam se isso seria necessário num país democrático como os Estados Unidos. Para eles, também seria fácil para seus alunos ascenderem socialmente em um país com tantos avanços tecnológicos. Quando saem da escola, os alunos procuram cursos que ofereçam mais oportunidades no mercado de trabalho, como administração, computação ou tecnologia.
Entretanto, baseado na sua experiência docente, Ira diz observar a presença da cultura do silêncio nas salas de aula. Segundo seus relatos, a Educação estadunidense segue um viés tradicional e, por isso, enfrenta retaliações. O modelo de aulas narrado por Shor é marcado por transferência de conhecimento e cheio de falas professorais soníferas, fomentado por um currículo que impõe aos alunos um lugar de passividade, devendo apenas aguardar as regras do professor para que possam obedecer e memorizar. Para a Educação libertadora, o papel do professor não deve ser transmitir seus conhecimentos para o aluno que é formado por ele, mas ele próprio deve ser reformado enquanto ensina. Quando ensina, deve aprender ao ensinar.
Mesmo atestando ser democrático, esse ambiente opera naturalizando as desigualdades sociais e afirma que elas são naturais e as oportunidades são iguais para todos. Há a tentativa de desacreditar a possibilidade de uma autonomia e criticidade discente, para que eles apenas acatem o currículo oficial e acostumem-se a aceitar ordens. Nomeado por Freire como uma ideologia fatalista e imobilizante, esse tipo de currículo condiciona o educando para uma realidade que não poderá ser transformada.
Durante o diálogo os autores  permeiam sobre a educação nos EUA, a agressividade e a passividade nas salas de aula norte-americanas. Ira ,sendo por anos regente e pesquisador de diferentes tipos de turmas em diferentes cidades, classifica os alunos por meio destes dois tipos de comportamento, onde, por muitas vezes, diz encontrar salas de aulas onde os alunos são tão alienados que se recusam a falar durante a aula e em outras situações encontra alunos revoltados que o desafiam, atrapalham o percurso da aula, interrompem. Em Pedagogia do Oprimido, Freire faz uma colocação que está diretamente ligada ao diálogo com Ira, ele afirma que a "humildade exprime uma das raras certezas de que estou certo: a de que ninguém é superior a ninguém" .
A passividade surge no comportamento dos discentes, fruto de toda uma vida escolar baseada na pedagogia tradicional, onde a transferência de conhecimento era feita apenas de professor para aluno, onde o aluno esperava o professor ditar as regras, inserir os conteúdos em suas mentes, onde não se incentivava a produção de conhecimento crítico. Para muitos desses alunos, o prazer de aprender, a paixão pela educação se perdeu ou nunca esteve presente. Indo em contrapartida com o que Freire acreditava que : “Ensinar não é transferir conhecimento, mas criar as possibilidades para a sua própria produção ou a sua construção" . 
Então, ao finalmente alcançar a universidade, o cansaço, resultado de estar neste sistema de alienação a anos, predomina o comportamento do estudante, e o mesmo apenas espera que o curso universitário o ajude a alavancar sua condição social após sua formação, sendo este motivo, em sua maioria, o objetivo de realizar um curso superior, o financeiro. Muitos dos que adentram a universidade, são pessoas que originam de classes sociais que possuem diversos tipos de desigualdades, onde possuir um diploma de ensino superior marca uma nova etapa em suas vidas, onde as possibilidades se tornam maiores.
O discurso da meritocracia é bastante utilizado no modelo de educação tradicional, onde apenas os que se esforçam conseguem alcançar grandes resultados, sendo este pensamento um molde que padroniza experiências. Neste discurso, o aluno compete com diversas pessoas em diferentes condições sociais e econômicas, porém, o seu mérito irá ajudá-lo a “vencer”.
Em relação a agressão, Ira diz ser inevitável por conta da “violência simbólica”  presente na escola e na sociedade, não sendo uma violência física, mas por meio de castigos significativos como provas e suspensões. A agressividade destes alunos surge como uma forma de manifestar a não adequação ao sistema imposto, sendo muitas vezes reprimido com as ações citadas anteriormente. O modelo tradicional de educação não tolera tais questionamentos, onde não leva em consideração a subjetividade desses alunos, suas condições sociais, suas críticas e tudo que vai contra ao que foi imposto, é reprimido.

## Como podem os educadores libertadores superar as diferenças de linguagem existentes entre eles e os alunos?

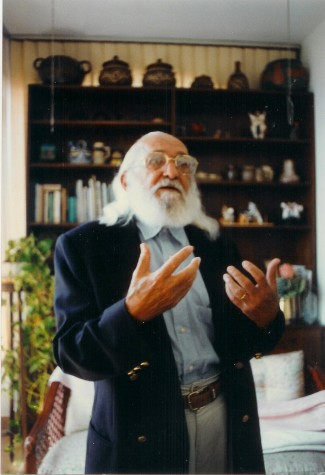
Paulo Freire (data indisponível)

Neste capítulo Freire e Shor conversam sobre as diferenças de linguagem existentes entre os alunos e o professor. O texto aborda aspectos que podem facilitar a comunicação, para que essa não haja falhas no diálogo, uma vez que o professor possui uma linguagem considerada formal, acarretada de conhecimentos e termos científicos, estes que muita das vezes podem não ser compreendidos pelos alunos. Segundo os autores, o bom professor não é aquele que fala mais bonito, ou difícil, mas aquele que, através do seu conhecimento e da sua comunicação consegue se fazer entender. 
Isso nos leva a refletir sobre a transição dos alunos recém-formados do ensino fundamental para um novo capítulo em suas  vidas. Durante esse percurso, sua cultura, perspectivas de mundos e conceitos os acompanharão, moldando seu desenvolvimento. A comunicação, por exemplo,  se assemelha aos métodos de trabalhos pedagógicos, onde de início é exigido um tipo de abordagem que  considere questões mais aprofundadas no decorrer do tempo. A comunicação é uma via de mão dupla, não é interessante que o professor fale em sala de aula com determinados termos que os alunos presentes não irão compreender. A comunicação desempenha um papel fundamental no que diz respeito às relações. As situações de ensino agradáveis suscitam no aluno um desejo de repetir e renovar a aprendizagem. Quando, por infelicidade, o contrário acontece, o aluno tende a rejeitar não só a disciplina que não consegue aprender, mas também tudo quanto a ela se refira, inclusive o docente e até a própria escola. Se a situação de aprendizagem é gratificante e agradável, o aprendizado tende a se dinamizar, a extrapolar-se para situações novas e similares e, por fim, a inspirar novas aprendizagens".
Outro ponto abordado é como a comunicação influencia a outra pessoa. Segundo Freire, não podemos manipular os alunos e , ao mesmo tempo, não podemos deixá-los sem orientações. Frente a essas alternativas, o autor sugere uma postura radicalmente democrática, já que existe uma diretividade na educação que nunca lhe permite ser neutra, necessitando assim, que o professor, através da sua comunicação, não assuma uma posição neutra, mas respeitosa diante de suas posições, ideias e teorias, o que Freire chama de Momento Indutivo.
- Como a forma que falamos pode influenciar os alunos?: Freire aponta para a necessidade do cuidado na forma que nos portamos diante dos alunos e até mesmo o tom que utilizamos a nossa voz, de maneira que ao utilizar um tom de voz alto, podemos gerar um ambiente desconfortável para que os alunos aprendam, levando eles a se fecharem no silêncio, e assim prejudicando o ouvir para aprender a ensinar a eles em sua linguagem.

Acerca do elitismo presente na linguagem culta, o autor afirma que  é essencial simplificar a linguagem exacerbadamente para que não passe a ser algo caricato, ele expõe que a classe popular é capaz de aprender e entender os conceitos, mas que é necessário explicar com uma linguagem que eles compreendam, com palavras da linguagem deles. Assim, não é correto tratá-los de forma infantilizada ou estereotipada.
A temática sobre a escola surgir como privilégio da elite, indicando a necessidade de promover um ambiente educacional, onde a classe trabalhadora possa ter acesso à educação. Saviani disserta que não é a escola que cria as diferenças de classe e ela não tem poder de eliminá-las, concordando com o que Freire diz durante o capítulo que devemos utilizar a educação como forma de conscientização sobre as lutas sociais, mas sempre mantendo em mente que a educação sozinha não é capaz de mudar a sociedade, pois é ela que molda o que ensinamos e o que aprendemos. 

## O Sonho Da Transformação Social: Como Começar Segunda-Feira De Manhã? Temos O Direito De Mudar A Consciência Dos Alunos?
Os autores  iniciam com o questionamento: temos o direito de mudar a consciência dos alunos? Freire, estabelece uma diferença entre manipulação e dominação, e abordagem diretiva democrática. Por dominação, podemos retomar a definição do conceito elaborada por Weber (1999), que consiste na capacidade de um determinado grupo se submeter a uma determinada ação. Trata-se de um tipo de relação social baseada no poder de um indivíduo sobre o outro, ocorrendo por diversos motivos, como lei, costume e tradição. No mesmo sentido, Freire aponta que dominação é quando alguém diz para acreditarmos em algo apenas porque estão dizendo, no contexto de uma aula, seria uma relação de controle dos professores sobre os alunos. Uma forma de dominação destacada pelo autor é a manipulação: forma de criar falsas ideias sobre a realidade.
Em contraste, Freire argumenta que o educador libertador, na busca por promover uma reflexão crítica, assume uma posição diretiva, não abandonando e nem manipulando os alunos. O autor ressalta que ela está afastada das noções de ordens e comandos; o comportamento adotado envolve um direcionamento essencial para os estudos das diferentes temáticas, provocando maiores reflexões e investigações por parte dos alunos. Esta é uma posição denominada por Freire de “radical democrática”, a qual combina direção e liberdade frente ao “autoritarismo” por parte dos professores e “licenciosidade” por parte dos alunos. O contexto trazido por Freire relacionado aos alunos, quer dizer que o oposto da influência manipuladora na consciência do estudante — não é deixar o pensamento negativo continuar lá e deixá-lo fazer o que seu consciente diz. O professor assume um papel diretivo necessário para a Educação, no sentido de dirigir um estudo e trazer a reflexão sobre a intimidade e existência do tema apresentado.

## Ligações Externas
- «Biblioteca Digital Paulo Freire»
- «Centro Paulo Freire»
- «Instituto Paulo Freire»
- «Centro de Investigação em Educação Paulo Freire da Universidade de Évora»
- «Cátedra Paulo Freire»
- «Paulo Freire e a Emancipação Digital»